# گارباس
گارباس (به لهستانی:  Garbas) یک روستا در لهستان است که در گمینا فیلیپوو واقع شده‌است.
 گارباس  ۸۶۵ نفر جمعیت دارد.